# کلهاورستر (دهانه)
کلهاورستر یک دهانه برخوردی در ماه‌ است.